# Federico Valverde
Federico Santiago Valverde Dipetta (Montevideo, Uruguai; 22 de juliol de 1998) és un futbolista professional uruguaià que juga com a migcampista central al Reial Madrid i a la selecció de l'Uruguai.

## Carrera de club
Valverde va passar la major part de la seva carrera a les categories inferiors de Peñarol, on va destacar ràpidament. Va debutar amb Peñarol al seu primer partit de la temporada 2015-16 contra Cerro. Va passar a formar part de les seleccions juvenils uruguaianes i va atreure l'interès de clubs com l'Arsenal, el FC Barcelona, el Chelsea FC i el Reial Madrid.

### Reial Madrid
El juliol de 2016 va ser traspassat del Peñarol al Reial Madrid, sent destinat a l'equip B. Dos mesos després, Valverde va debutar amb el Castella davant el Real Unión, en un partit que el seu club va acabar perdent. En la seva temporada de debut es va convertir en un membre habitual del segon equip. El migcampista va marcar el primer gol amb el Castella davant l'Albacete Balompié el desembre del 2016.
Pel que fa a la seva creixent importància a l'equip, Santiago Solari, el seu entrenador al Castella, va dir el 29 de gener de 2017: "Estic molt content amb ell. S'ha adaptat molt bé al club i a la selecció. Valverde sempre genera molt de futbol al centre del camp".

#### Cedit al Deportivo La Corunya
El 22 de juny de 2017, Valverde va ser cedit al Deportivo de La Corunya per un any. Va debutar a la competició el 10 de setembre, substituint Fede Cartabia en una derrota per 2-4 a casa contra la Reial Societat.
Valverde va contribuir amb 24 aparicions a la Lliga durant la temporada, ja que el seu equip va patir el descens.

#### 2018: Retorn al Reial Madrid
En tornar de la cessió, Valverde va impressionar el nou tècnic Julen Lopetegui durant la pretemporada 2018-19 i va ser assignat definitivament al primer equip. El 23 d'octubre del 2018, Valverde va debutar oficialment amb el Reial Madrid a la fase de grups de la Lliga de Campions contra el Viktoria Plzeň a l'Bernabéu amb només 20 anys. En la seva primera temporada amb el primer equip va disputar 25 partits i va guanyar la Copa del Món de Clubs de la FIFA.

#### 2019-present: Avenç del primer equip
Amb el retorn de Zinedine Zidane a la banqueta i la sortida de Marcos Llorente, Valverde va irrompre a l'equip per convertir-se en una peça clau de la plantilla durant la temporada 2019-20. El 9 de novembre del 2019 va marcar el seu primer gol amb el Reial Madrid, en una victòria a casa per 4-0 davant l'SD Eibar a la primera divisió.
El 12 de gener del 2020, Valverde va cometre una falta professional sobre Álvaro Morata durant la final de la Supercopa d'Espanya contra l'Atlètic de Madrid, i va aconseguir aturar al jugador quan es trobava sol amb el porter davant la porteria. Valverde va ser expulsat, però les seves accions van detenir el que era un gol inevitable, van forçar una tanda de penals que el Reial Madrid va guanyar, i li van valer el premi a l'Home del Partit i els elogis generalitzats. L'entrenador de l'Atlètic Madrid, Diego Simeone, es va referir posteriorment a l'entrada com “la jugada més important del partit”. Va disputar 33 partits durant la temporada de Lliga, en què el Reial Madrid va guanyar la Lliga 2019-20.
El 27 de setembre, Valverde va marcar el primer gol del Reial Madrid de la temporada 2020-21 en la visita al Betis a la Lliga, en una victòria per 3-2, i va ser elegit "Rei del Partit". Aquest va ser també el seu 50è partit de Lliga amb el club blanc. Un mes més tard, el 24 d'octubre, Valverde va marcar contra el FC Barcelona al Camp Nou en només cinc minuts en una eventual victòria per 3-1 a la lliga. Valverde es va convertir en el segon uruguaià en marcar en un Clàssic (després de Luis Suárez) i el primer per al Reial Madrid. Una setmana després, Valverde va tornar a marcar contra l'Osca en una victòria per 4-1 a l'estadi Alfredo Di Stéfano. Era el seu tercer gol de la temporada, cosa que significava que ja havia marcat més aquesta temporada que tota la campanya anterior.
El 24 d'agost de 2021, Valverde va ampliar el seu contracte fins al 2027.

## Carrera internacional

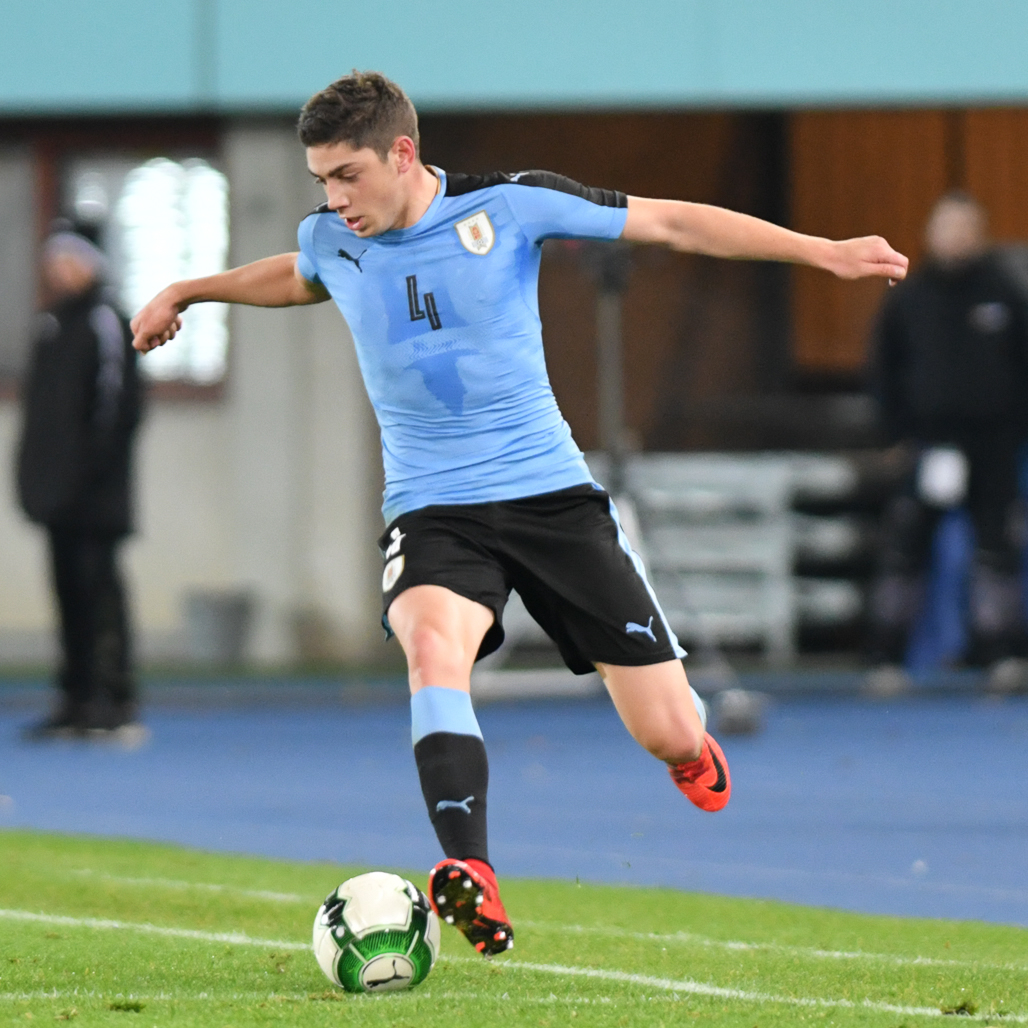
Valverde jugant a l'Uruguai el 2017

Federico Valverde va ser guardonat amb la Pilota de Plata a la Copa Mundial Sub-20 de la FIFA 2017, ja que Uruguai va acabar en quart lloc al torneig.
Va debutar amb la selecció uruguaiana de futbol el 5 de setembre del 2017 i va marcar el seu primer gol internacional amb l'absoluta en un partit contra el Paraguai. Va ser inclòs a la llista provisional de 26 jugadors d'Uruguai per a la Copa Mundial de la FIFA 2018, però va quedar fora de la llista definitiva de 23.
Valverde va ser inclòs pel tècnic Óscar Tabárez a la selecció final d'Uruguai de 23 jugadors per a la Copa Amèrica 2019 al Brasil. En els quarts de final contra el Perú el 29 de juny, un empat 0-0 després del temps reglamentari va veure que el partit va anar a tanda de penals; L'Uruguai va perdre la tanda de penals per 4–5 i va ser eliminat de la competició.
El juny de 2021, va ser escollit per a la selecció de la Copa Amèrica 2021.

## Palmarès
CA Peñarol
- 1 Lliga uruguaiana: 2015-16

Reial Madrid CF
- 2 Lligues de Campions: 2021–22, 2023-24[30]
- 2 Supercopes d'Europa: 2022, 2024[31]
- 2 Campionats del món de clubs: 2018, 2022
- 1 Copa Intercontinental de la FIFA: 2024[32]
- 3 Lligues espanyoles: 2019-20, 2021-22, 2023-24[33]
- 1 Copa del Rei: 2022-23[34]
- 3 Supercopes d'Espanya: 2019-20, 2021-22, 2024[35]

## Vida personal
Valverde manté una relació amb la periodista i presentadora argentina, Mina Bonino. Junts tenen un fill, Benicio, nascut el 20 de febrer de 2020.